# Down with the Clique
"Down with the Clique" é uma canção da cantora norte-americana Aaliyah, presente em seu álbum de estreia Age Ain't Nothing But a Number (1994). A canção foi escrita e produzida por R. Kelly. Foi lançada como quarto single de Age Ain't Nothing but a Number exclusivamente no Reino Unido, em 1º de maio de 1995 através da Blackground Records e Jive Records.
"Down with the Clique" foi recebida com avaliações mistas dos críticos musicais, que elogiaram a interpretação vocal de Aaliyah na música, mas rejeitaram seu conteúdo lírico. Um sucesso comercial moderado, a canção atingiu a 33ª posição da UK Singles Chart, tornando-se o quarto single consecutivo de Aaliyah a alcançar o top 40 no Reino Unido.

## Antecedentes
Ao gravar "Down with the Clique", Aaliyah desenvolveu um interesse em produzir e assistiu e ajudou R. Kelly a desenvolver a música. De acordo com Aaliyah, “Quando estávamos gravando 'Down with the Clique’, vi como Robert [Kelly] colocou a bateria e tudo mais. Ele me ensinou a tocar piano um pouco, e também estou tentando aprender a mixar, embora pareça complicado. O estúdio é meu primeiro amor”.

## Recepção da crítica
Kenneth Partridge, da Billboard, fez uma avaliação mista da música. Ele sentiu que Aaliyah soava como versos artificiais como "Acho que é hora de eu destruir a loja" e ele pensou que a música era muito parecida com uma música de R Kelly. No final das contas, ele pensou que era "adorável" sobre como ela se comprometia com sua persona, o que se encaixa bem com a música. Bianca Gracie do Fuse sentiu que Aaliyah estava incorporando uma arrogância sem esforço que caras com o dobro de sua idade só poderiam sonhar em ter"; Ela também elogiou a voz "suave e profunda" de Aaliyah na música também. Nakita Rathod do HotNewHipHop mencionou isso apesar da polêmica em torno do álbum de estreia de Aaliyah, ela ainda era capaz de ser uma jovem adolescente livre com canções como "Down with the Clique". Tony Pendleton do The Washington Post elogiou a produção de "Down with the Clique", dizendo que "as inserções de hip-hop de Kelly fornecem um contraste funky que se estende a "Throw Your Hands Up" e "Down with the Clique", todos em homenagem aos amantes da diversão bons momentos da adolescência".

## Tabelas musicais
| Tabelas musicais (1995)                  | Melhor posição |
| ---------------------------------------- | -------------- |
| Reino Unido - UK Club Chart (Music Week) | 66             |
| Reino Unido - UK Dance (OCC)             | 25             |
| Reino Unido - UK R&B (OCC)               | 5              |
| Reino Unido - UK Singles Charts (OCC)    | 33             |